# Czesław Cempel
Czesław Cempel (ur. 22 lipca 1938 w Biskupicach Zabarycznych, zm. 21 sierpnia 2021) – polski naukowiec, dyscyplina/specjalności: mechanika, diagnostyka maszyn, dynamika układów, inżynieria systemów, wibroakustyka.

## Życiorys
Urodził się 22 lipca 1938 roku w Biskupicach koło Ostrowa Wielkopolskiego. Studia wyższe ukończył w 1962 roku na Wydziale Matematyki, Fizyki i Chemii Uniwersytetu im. Adama Mickiewicza w Poznaniu. Po dwóch latach pracy w Katedrze Akustyki i Teorii Drgań Uniwersytetu, przeniósł się na Politechnikę Poznańską. Stopień doktora uzyskał w 1968 roku (tematem jego pracy były Drgania układów prętowych z nieliniowymi warunkami brzegowymi), a doktora habilitowanego w 1971, na podstawie rozprawy Okresowe drgania z uderzeniami w dyskretnych układach mechanicznych. Tytuł profesora nauk technicznych otrzymał w 1977 roku. Po studiach w latach 1962–1964 pracował jako asystent w Katedrze Akustyki i Teorii Drgań Uniwersytetu Adama Mickiewicza w Poznaniu. Od 1964 roku pracował w Politechnice Poznańskiej, na Wydziale Budowy Maszyn  w Instytucie Mechaniki Stosowanej,  najpierw jako starszy asystent (1964–1968), adiunkt (1968–1972), docent (1972–1977). Kierownik Zakładu Dynamiki i Wibroakustyki Maszyn od 1974 roku, wicedyrektor Instytutu Mechaniki Stosowanej w latach 1974–1981, 1983–1987 i jako dyrektor w latach 1987–1991. Kierownik studium doktoranckiego „Dynamika Maszyn” oraz studiów podyplomowych „Diagnostyka Maszyn”. Członek Senatu w latach 1978–1990. W latach 1993–1999 dziekan Wydziału Budowy Maszyn i Zarządzania.
Badania: dynamika układów mechanicznych liniowych i nieliniowych, dynamika układów nieciągłych i z uderzeniami, eliminacje drgań maszyn i urządzeń, minimalizacja i wibroizolacja drgań, wibroakustyka maszyn, minimalizacja i lokalizacja źródeł hałasu, wibroakustyczna diagnostyka maszyn: podstawy i zastosowania, procesory energii jako modele maszyn i systemów działaniowych. Uznawany za twórcę polskiej szkoły naukowej wibroakustycznej diagnostyki maszyn. Autor pierwszej krajowej monografii „Wibroakustyka Stosowana”.
Rozległość jego zainteresowań powoduje powoływanie go do krajowych gremiów decyzyjnych, od 2007 r. był kierownikiem panelu tematycznego Bezpieczeństwo Techniczno- Technologiczne w przedsięwzięciu Foresight – Polska 2020. Wykładał także metodologię badań oraz teorię i inżynierię systemów na studiach doktoranckich na Politechnice Poznańskiej, Politechnice Warszawskiej i Akademii Techniczno-Rolniczej w Bydgoszczy.
Sylwetka profesora Cz. Cempla wielokrotnie była opisywana w amerykańskich i angielskich wydawnictwach biograficznych; Dictionary of International Biography, Who’s Who In the World, American Biographical Instytute, gdzie zaproszono go do Research Board of Directors. Dotyczy to także polskojęzycznych wydawnictw biograficznych typu: Kto jest kto, Kto jest kim, Złota księga nauki i inne. Był specjalistą w zakresie: mechaniki stosowanej, wibroakustyki maszyn, diagnostyki maszyn, teorii i inżynierii systemów, ekoinżynierii, a także metodologii badań.
Autor ponad 400 prac opublikowanych w czasopismach krajowych, zagranicznych i sprawozdaniach z konferencji, 14 monografii, książek i podręczników akademickich, w tym dwie („Podstawy Wibroakustycznej Diagnostyki Maszyn”, „Wibroakustyczna Diagnostyka Maszyn”) tłumaczone na język niemiecki, angielski i chiński, i jednej współautorskiej z prof. H. G. Natke na temat Holistycznej Dynamiki Systemów Mechanicznych. Autor i współautor 14 patentów. Był opiekunem ponad 150 prac dyplomowych, promotorem 17 prac doktorskich, konsultantem i opiekunem wielu habilitacji z wibroakustyki i diagnostyki. Był członkiem wielu rad redakcyjnych czasopism naukowych, redaktorem Mechanical Systems and Signal Processing. Był recenzentem wielu wniosków i awansów profesorskich, w tym opiniodawcą wniosków profesorskich G. Meltzera z Uniwersytetu w Dreźnie, G. Wardena i W. Staszewskiego z Uniwersytetu w Sheffield. Oipniował projekty NATO, granty Fundacji Sorosa i Fundacji Niemiecko-Izraelskiej. Był stałym recenzentem projektów badawczych organizacji INTAS, powołanej dla współpracy Zachodu z krajami byłego Związku Radzieckiego.
Członek wielu organizacji, instytucji i towarzystw krajowych i zagranicznych. Wykładał na takich uczelniach, jak: RWTH – Aachen, Politechnika Brimingham, MIT – Cambridge, Uniwersytet Kaiserslautern, Uniwersytet Hanower, Shenyang Chiny, Uniwersytet Oulu. Pierwszy (1977) i wieloletni przewodniczący Zespołu Diagnostyki przy Komitecie Budowy Maszyn PAN i utworzonego w 1990 roku Polskiego Towarzystwa Diagnostyki Technicznej, Komitetu Badań Naukowych 1991–1997, 2000-2008. Od 2007 roku kierownik panelu tematycznego Bezpieczeństwo Techniczno-Technologiczne w przedsięwzięciu Foresight – Polska 2020. Był członkiem wielu organizacji naukowych w kraju i za granicą, w tym m.in. członkiem korespondentem PAN (od 1994 r.), akademii Inżynierskiej (1998 r.), euro mech (1990 r.), Euroscience (1998 r.), IMEKO, GAMM, System Engineering Honor Society – Omega Ralpha Association.
W 1996 roku Politechnika Szczecińska, a w 2005 Akademia Górniczo-Hutnicza przyznały mu tytuły doktora honoris causa. Był członkiem Akademii Inżynierskiej w Polsce.
Zmarł 21 sierpnia 2021, pochowany na Cmentarzu Komunalnym w Bydgoszczy przy ulicy Kcyńskiej.

## Publikacje
- Wibroakustyka stosowana (1978, ISBN 83-01-09034-0)
- Diagnostyka łożysk tocznych (1980, redakcja pracy zbiorowej, ISBN 83-04-00694-4)
- Podstawy wibroakustycznej diagnostyki maszyn (1982, ISBN 83-204-0378-2)
- Wnioskowanie diagnostyczne (1985, redakcja, ISBN 83-00-02230-9)
- Diagnostyka wibroakustyczna maszyn (1989, ISBN 83-01-09696-9)
- Wibroakustyka Stosowana, PWN Warszawa, 1989,s279.
- Vibroacoustic Condition Monitoring, Ellis Horwood, New York, London 1991, p212.
- Vibroacoustic condition monitoring – NASA-1991, C Cempel, NASA STI/Recon Technical Report A 93 (1), 17525
- Diagnostyka Maszyn, zasady ogólne, przykłady zastosowań, MCNEMT Radom 1992 (redakcja pracy zbiorowej i autor, wspólnie z F. Tomaszewski),s411.
- Diagnostyka maszyn: zasady ogólne: przykłady zastosowań (1992, redakcja, ISBN 83-85064-81-8)
- Model-aided diagnosis of mechanical systems: fundamentals, detection, localization, assessment (1997, wspólnie z H.G. Natke, ISBN 3-540-61065-0)
- Inżynieria Diagnostyki Maszyn, Biblioteka Problemów Eksploatacji, Radom 2004,(praca zbiorowa, autor i redaktor wspólnie z B. Żółtowski), s1111.
- Nowoczesne zagadnienia metodologii i filozofii badań: wybrane zagadnienia dla studiów magisterskich, podyplomowych i doktoranckich (2003, ISBN 83-7204-324-8)
- Teoria i inżynieria systemów: zasady i zastosowania myślenia systemowego: dla studentów wydziałów politechnicznych (2006, ISBN 83-7204-560-7)
- Teoria i Inżynieria Systemów; zasady i zastosowania myślenia systemowego, Wyd.2, Radom 2008,s291.
- Inżynieria kreatywności w projektowaniu innowacji, Politechnika Poznańska, Instytut Technologii Eksploatacji, 2013, ISBN 978-83-7789-179-7.